# 棘角蟬
棘角蟬（学名：Umbonia crassicornis）是屬於角蝉科的一種昆虫，通常生活在气候较温暖的南美洲北部至墨西哥和佛罗里达州的热带地区，當地的平均温度基本保持在零度以上。棘角蟬很難在低于0度的環境中生存。棘角蟬的首选宿主是亚热带地区的果树，它們以植物内部的汁液为食。